# 松井酒造 (京都府)
松井酒造株式会社（まついしゅぞう）は、京都府京都市左京区吉田河原町にある蔵元。享保11年（1726年）創業。

## 歴史
享保11年（1726年）に但馬国城崎郡香住（現・兵庫県美方郡香美町）で創業し、北海の千歳（現・北海道千歳市）と交易し、日本酒と海産物を交換していた。幕末には京都・洛中の河原町竹屋町に移転。上京区と下京区しかなかった1893年（明治26年）の京都市には131軒の蔵元があり、伏見町（現・京都市伏見区）よりも蔵元の数が多かった。大正末期には京都市電河原町線の建設工事にともなって河原町通の拡幅が行われ、鴨川左岸（東岸）の川端東一条に移った。
太平洋戦争後には阪急京都本線、京阪本線、京都市営地下鉄の工事の影響で地下水の水脈が変化し、多くの酒蔵が洛中から伏見に移転している。1970年代には松井酒造も川端東一条から城陽に酒蔵を移転させたが、地下60 mから湧き出る地下水を利用する形で川端東一条に戻り、2009年（平成21年）11月に「鴨川蔵」を設置した。

## 主力商品

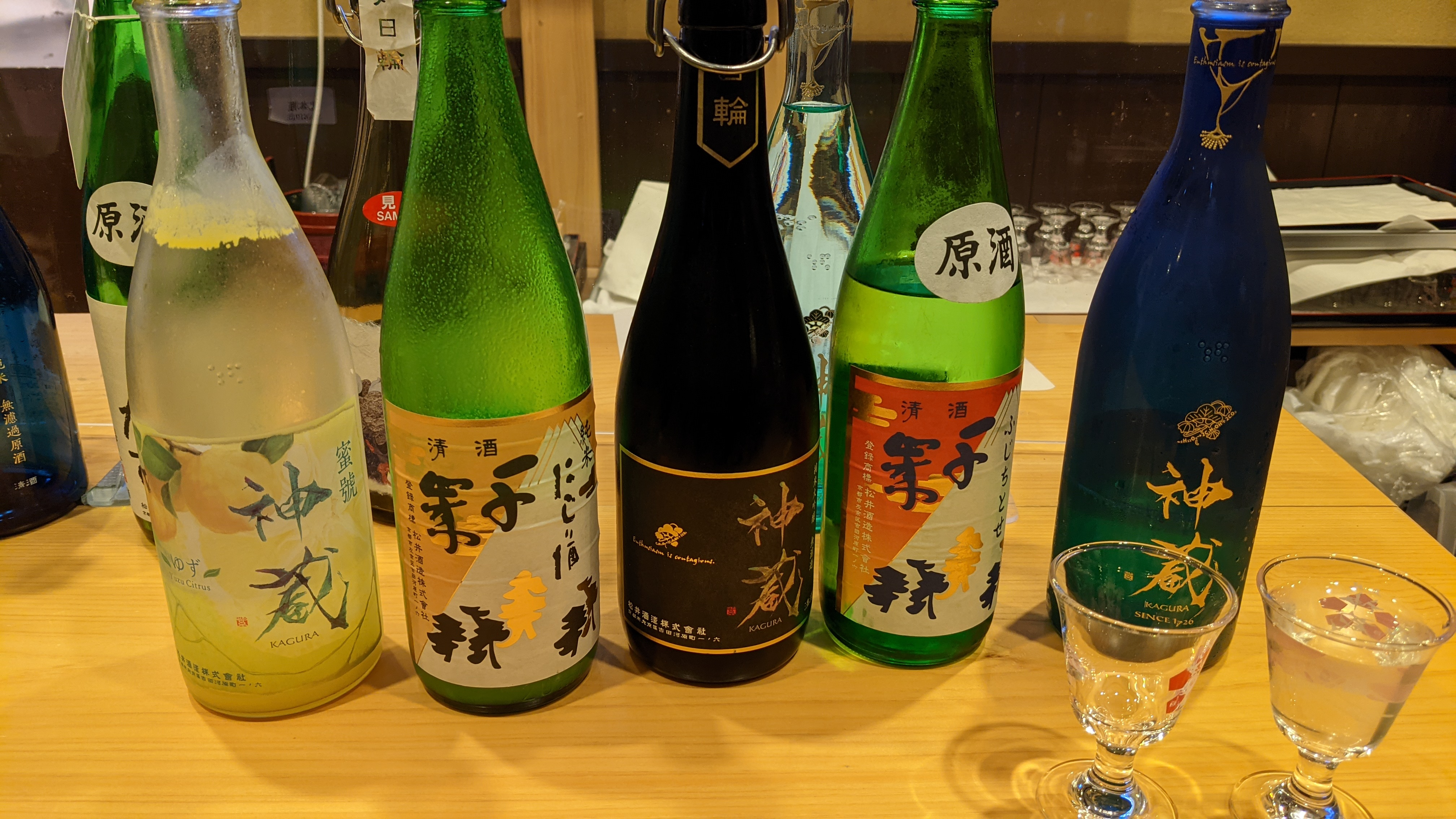
松井酒造の酒

- 神蔵 (KAGURA)【純米大吟醸・無濾過】
- 京千歳
- 富士千歳
- 金瓢
- 祇園ばやし